# Сенат-хаус
Сенат-хаус — административный центр Лондонского университета, расположенный в самом центре района Блумсбери, Лондон, сразу к северу от Британского музея.
Здание в стиле ар-деко было построено в 1932—1937 годах в рамках первого этапа большого незавершенного проекта, разработанного для университета Чарльзом Холденом. Оно состоит из 19 этажей и имеет 210 футов (64 м) высоты. 
Во время Второй мировой войны использование здания Министерством информации вдохновило английских писателей на создание двух художественных произведений. Самый ранний из них, роман Грэма Грина «Министерство страха» (1943), вдохновил Фрица Ланга на экранизацию 1944 года, действие которой происходит в Блумсбери. Описание Министерства правды в романе Джорджа Оруэлла «1984» (1949) напоминает Сенат-хаус. Жена писателя, Эйлин, работала в здании в Департаменте цензуры Министерства информации.
Сегодня в главном здании расположены Центральные академические и исполнительные органы Лондонского университета, в том числе кабинеты вице-канцлера университета, вся коллекция библиотеки Сенат-хауса, семь из девяти научно-исследовательских институтов Школы перспективных исследований, а также отделы дистанционного обучения, проводимого Лондонского университетом международных программ .

## История
После Первой мировой войны Лондонский университет, который в то время базировался в Имперском институте в Кенсингтоне, остро нуждался в новом административном здании и учебных помещениях, чтобы обеспечить свой рост и расширение. В 1921 году правительство купило 11 акров (4,45 га) земли в Блумсбери у герцога Бедфорда, чтобы отдать новый участок университету. Однако многие в университете были против переезда, и в 1926 году герцог выкупил землю обратно. Однако избрание Уильяма Бевериджа на пост вице-канцлера университета в июне 1926 года имело большое значение, поскольку Беверидж поддержал переезд в Блумсбери. Беверидж убедил Фонд Рокфеллера пожертвовать университету 400 000 фунтов стерлингов, и в 1927 году первоначальный участок был вновь приобретён.

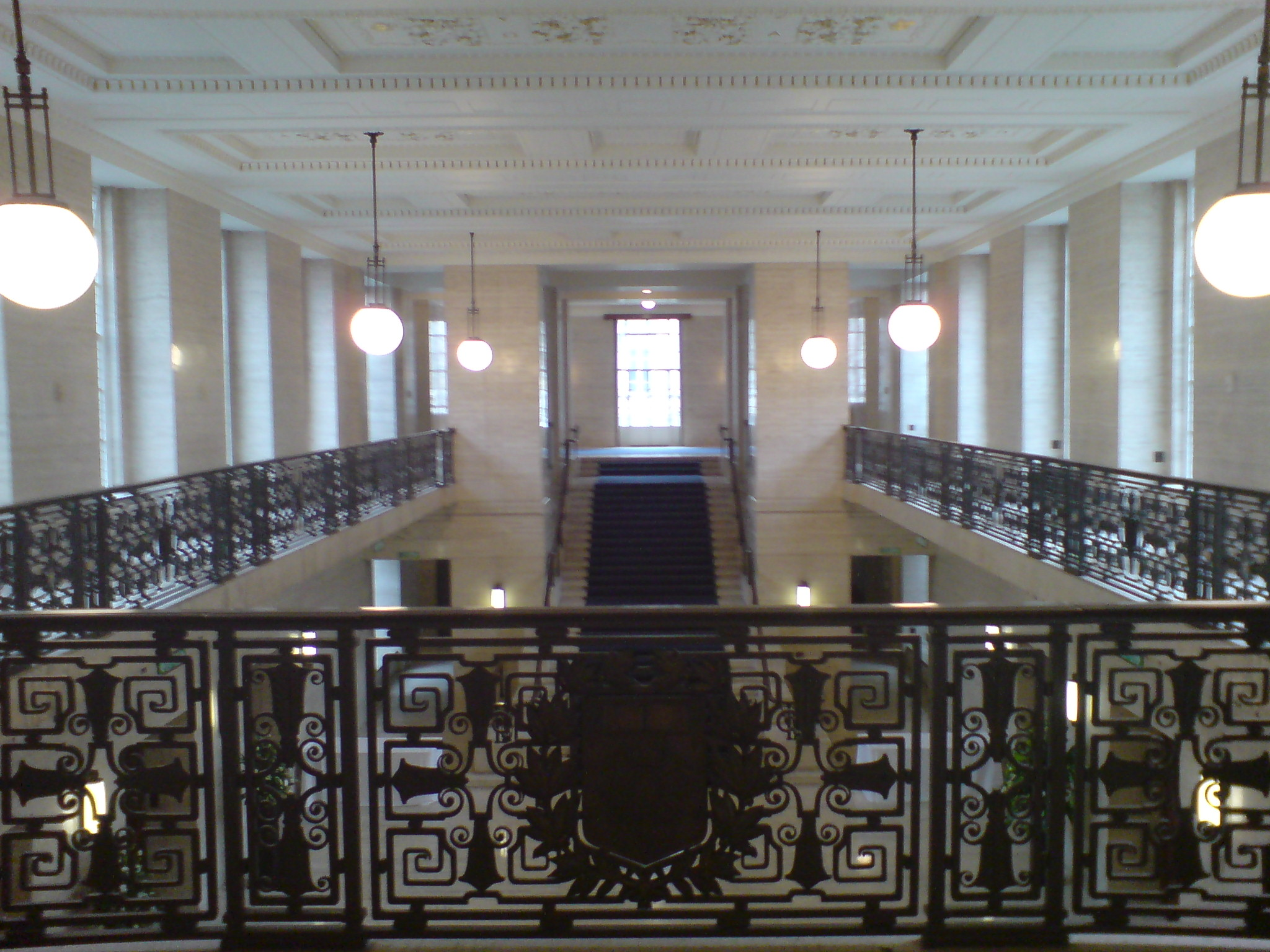
Зал приёмов Сенат-хауса

Беверидж считал университет университетом «для нации и мира, привлекающим из-за границы столько же студентов, сколько Оксфорд, Кембридж и все другие английские университеты вместе взятые» и уточнил, что «главный символ университета в Блумсбери не может выглядеть как имитация какого-либо другого университета, он не должен быть репликой из средневековья. Это должно быть что-то, что не могло быть построено ни одним поколением, предшествующим этому, и может быть только лондонским зданием ... (здание) означает шанс обогатить Лондон - дать Лондону в его сердце не просто больше улиц и магазины… но и великолепную архитектурную особенность… академический остров в бурлящем потоке транспорта, мир обучения в мире бизнеса».
Грандиозный проект в стиле ар-деко был работой Чарльза Холдена, который был выбран архитектором в марте 1931 года из короткого списка, в который также входили Джайлз Гилберт Скотт, Перси Скотт Уортингтон и Арнольд Данбар Смит .  Делая свой выбор, Беверидж и директор Эдвин Деллер находились под влиянием успеха недавно построенного дома Холдена на Бродвее, 55, спроектированного как штаб-квартира Лондонской электрической железной дороги, а затем самого высокого офисного здания в Лондоне.
Первоначальный план Холдена для университетского здания заключался в том, чтобы единая структура покрывала всю территорию и простиралась почти 1200 футов (370 м) от Монтегю-плэйс до Торрингтон-стрит. Он состоял из центрального стержня, соединенного несколькими крыльями с фасадами по периметру и окружавшего ряд внутренних дворов. Схема должна была быть увенчана двумя башнями; более высокий Сенат-хаус и меньший на севере.  В проекте использовались фасады из несущей кирпичной кладки, облицованной портлендским камнем . Строительство началось в 1932 году и было реализовано компанией Holland, Hannen & Cubitts. Король Георг V заложил церемониальный камень в фундамент 26 июня 1933 года, а первый персонал прибыл сюда в 1936 году, в год столетия университета. 27 ноября 1936 года группа официальных лиц университета во главе с директором сэром Эдвином Деллером вышла, чтобы проверить ход работ. Внезапно, без предупреждения, скип, который толкал над головой рабочий, случайно упал и ударил их. Всех срочно доставили в больницу Университетского колледжа, где через три дня Деллер скончался от полученных травм. Из-за нехватки средств полноценный проект был постепенно сокращен, и только Сенат-хаус и Библиотека были завершены в 1937 году, хотя внешние фланговые крылья северо-восточного двора не были построены. Как и в случае со своими более ранними зданиями, Холден также подготовил проекты отдельных элементов дизайна интерьера . Затем последовало завершение строительства Педагогического института и Школы востоковедения, но начало Второй мировой войны помешало дальнейшему строительству по полноценной схеме.

### Критика

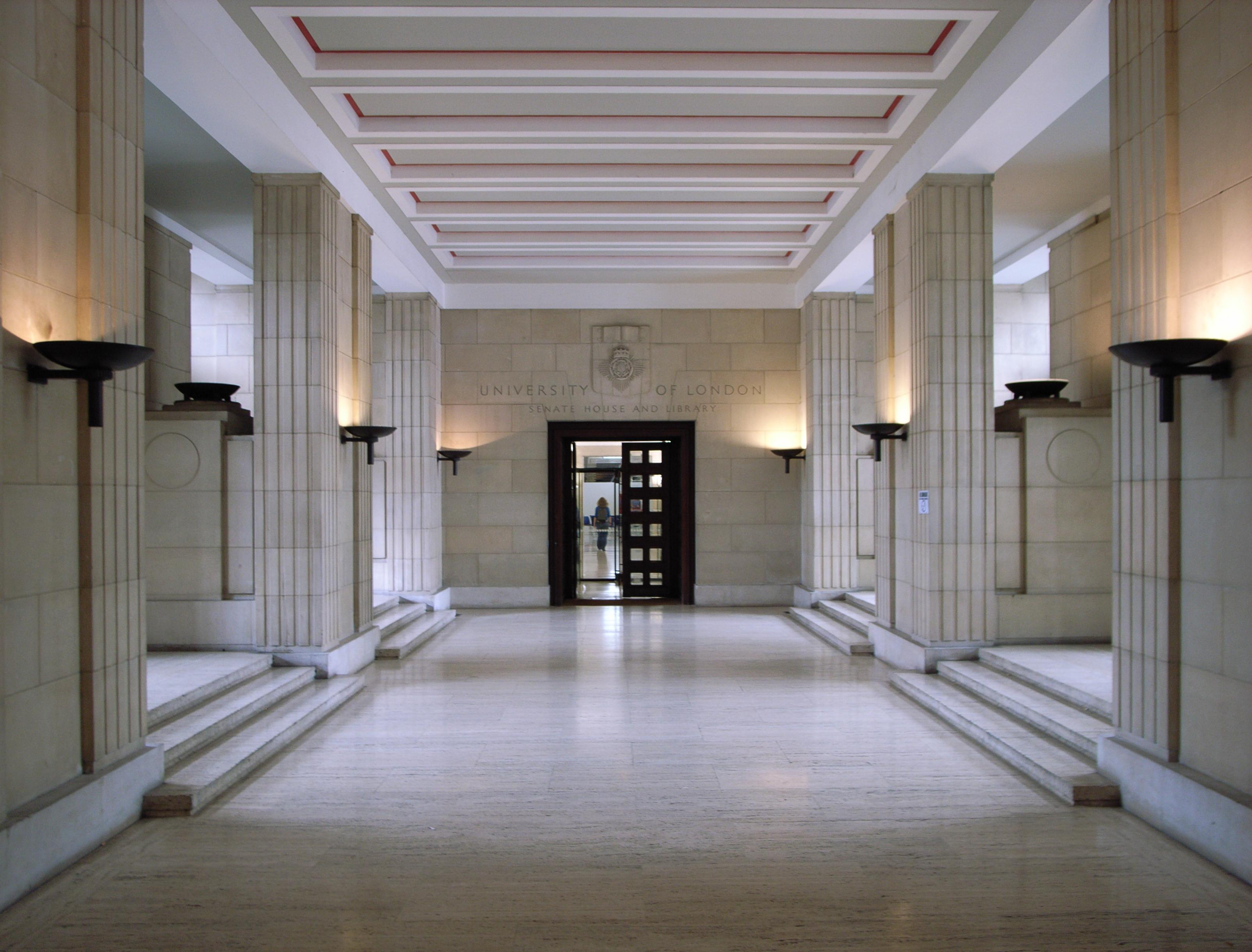
Вход в Сенат-хаус

Архитектурный характер и масштаб здания с момента его постройки подвергались как положительной, так и отрицательной критике. Стин Эйлер Расмуссен, друг Холдена, прокомментировал, что с обширным планом «Лондонский университет поглощает всё больше и больше старых домов, и этот квартал, который герцог Бедфорд заложил для хороших жилых домов, принял совсем другой характер». Эвелин Во в книге «Поставь больше флагов» (1942) описывает здание как «огромную часть Лондонского университета, оскорбляющую осеннее небо».
Положительные отзывы поступили от архитектора-функционалиста Эриха Мендельсона в 1938 году, который написал Холдену, что он «очень восхищён и убежден, что в Лондоне нет более прекрасного здания». Историк архитектуры Арнольд Уиттик описал здание как «статическую массивную пирамиду… очевидно, рассчитанную на тысячу лет», но подумал, что «внутренняя часть более приятна, чем внешняя». По сути, это атмосфера достоинства, спокойствия и покоя, которая ассоциируется с архитектурой Древней Греции». Николаус Певзнер был менее восторженным. Он описал стиль здания как «странно полутрадиционный, неопределенный модернизм» и резюмировал результат: «Дизайн определенно не обладает энергией и прямотой небольших станций метро Чарльза Холдена». Другие называют его сталинским или тоталитарным из-за его большого масштаба. 
Холден признал, что его архитектурный стиль поставил его в «довольно любопытное положение, не совсем в моде и не совсем вне моды; недостаточно традиционалистический, чтобы угодить традиционалистам, и недостаточно модернистский, чтобы угодить модернистам».

### Настоящее время

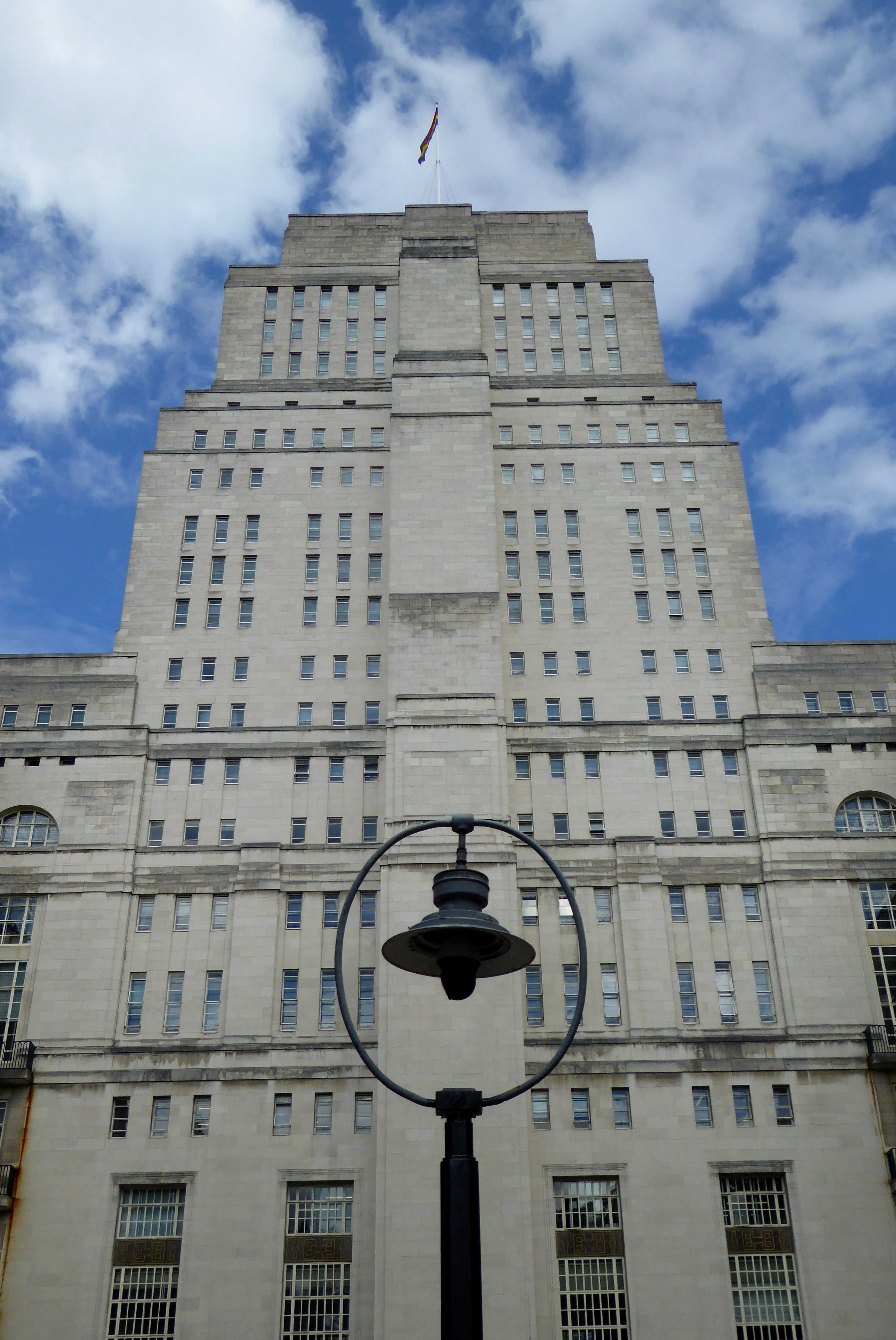
Башня Сенат-хауса, вид снизу

Сенат-хаус остается заметной достопримечательностью Блумсбери и виден издалека. В 1969 году здание было внесено в список Grade II *. После многомиллионной реконструкции в 2006 году Сенат-хаус также стал местом проведения конференций и мероприятий, где проходят некоторые из самых престижных событий города, включая Неделю моды в Лондоне .
После смягчения законов Великобритании в отношении статуса университета при правительстве Мейджора и последовавших за этим стремлений к полной независимости более крупных колледжей Лондонского университета будущее Сенат-хауса и его библиотеки время от времени ставилось под сомнение. Тем не менее, Сенат-хаус остается и продолжает оставаться домом как для вице-канцлера Лондонского университета, так и для обширных ресурсов университетской библиотеки; действительно, он вновь открылся в 2006 году после ремонта, чтобы привести его в соответствие с современными стандартами и восстановить некоторые оригинальные интерьеры Холдена.
Некоторые школы в составе колледжей, такие как Школа компьютерных наук и информационных систем Биркбека (до 2010 г.) и Школа перспективных исследований (национальный центр Великобритании по содействию и продвижению исследований в области гуманитарных и социальных наук) базируются или ранее базировались в Сенат-хаусе. SOAS переехала в северный блок Сенат-хауса с 2016 года.
Главный вход находится с улицы Малет на западе, а задний вход — с Рассел-сквер на востоке.
В последние годы Сенат-хаус оказался втянут в громкие скандалы, связанные с трудовыми отношениями. В декабре 2018 года бойкот Лондонского университета, в том числе Сенат-хауса, организованный Независимым профсоюзом рабочих Великобритании и поддержанный рядом высокопоставленных политиков, журналистов и ученых, в том числе Джоном Макдоннеллом, Оуэном Джонсом, Кеном Лоучем и Дэвид Грэбер вступил в силу. Эта кампания «прямого действия» направлена на то, чтобы оказать давление на Лондонский университет, чтобы он вернул аутсорсинговых работников на работу в университет, нацелившись на то, что является основным источником как престижа, так и дохода для университета . Сегодня бойкот все еще в силе: сотни мероприятий в течение 2018-19 учебного года были отменены или перенесены, и более 350 отдельных ученых, а также ряд филиалов УКУ подписали кампанию. В мае 2019 года секретари, носильщики, а также работники почтового отделения и аудиовизуального (AV) оборудования были переведены в штат Лондонского университета, а в мае 2020 года за ними последовали охранники; ожидалось, что уборщики вернутся на работу в ноябре 2020 года .

## Библиотека Сенат-хауса

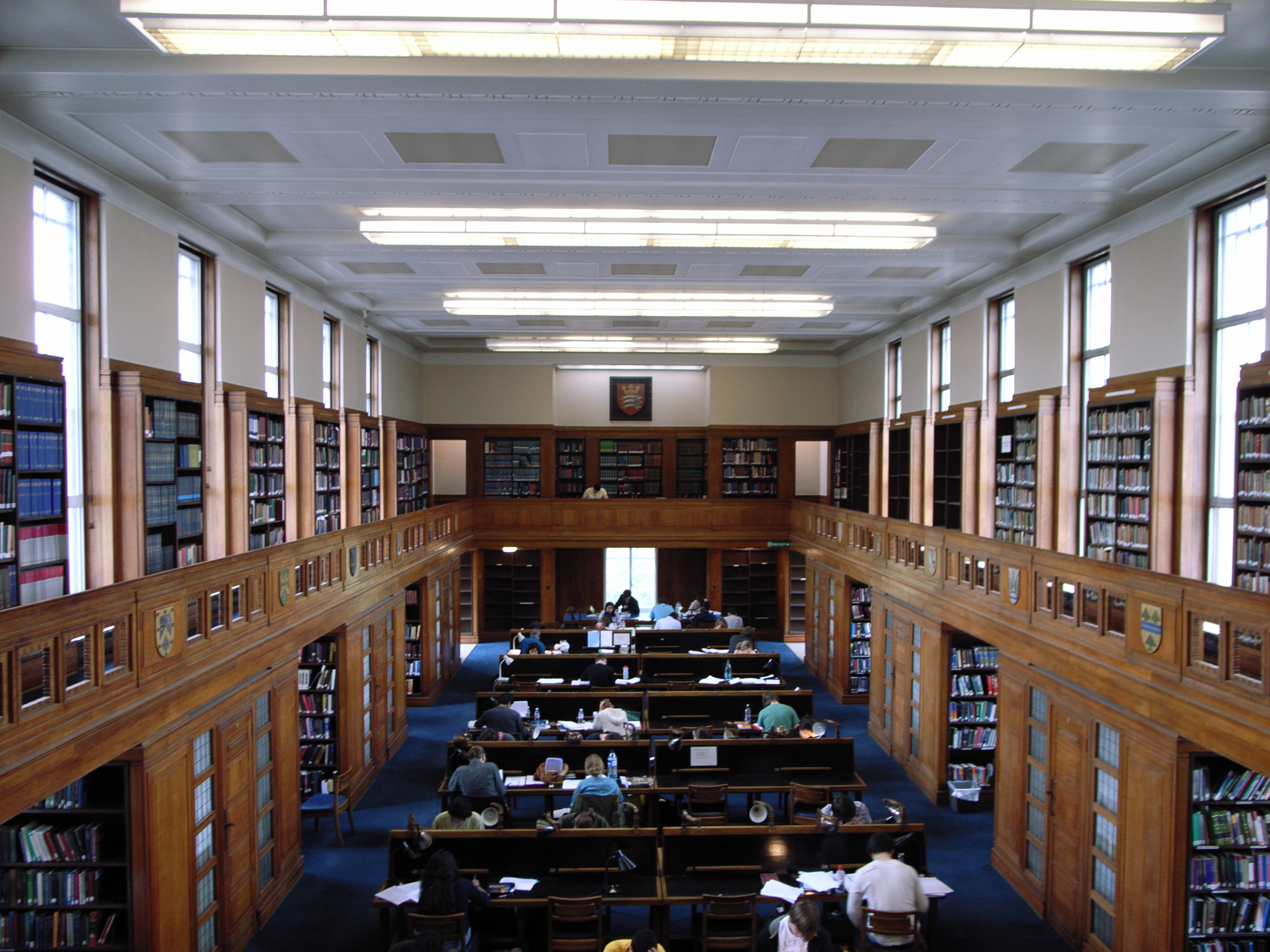
Библиотека Сенат-хауса

Библиотека Сенат-хауса (ранее известная как библиотека Лондонского университета) занимает с 4-го по 18-й этажи здания, а общественные помещения библиотеки - с четвертого по седьмой этажи. Библиотека открыта для сотрудников и студентов всех колледжей университета (хотя уровни доступа различаются между подразделениями) и содержит материалы, относящиеся в основном к предметам искусства, гуманитарных и социальных наук.
Библиотека находится в ведении центрального университета как часть библиотек Сенат-хауса, и в 2005 году в ней было зарегистрировано более 32 000 пользователей. Он содержит около трех миллионов томов, в том числе 120 000 томов, напечатанных до 1851 года. Библиотека существует с основания Лондонского университета в 1836 г., но начала развиваться с 1871 г., когда был основан книжный фонд.
Наряду с подпиской на более чем 5200 журналов, другие ресурсы включают Библиотеку экономической литературы Голдсмита и коллекцию западноевропейских рукописей Палеографического зала. В библиотеке также хранится более 170 000 диссертаций аспирантов. С 2006 года в библиотеке проводится комплексный ремонт .
Библиотека также является домом для архивов Лондонского университета, которые включают в себя центральный архив самого университета и многие другие коллекции, в том числе документы социального реформатора Чарльза Бута, философа Герберта Спенсера , актрисы и мистика Флоренс Фарр, писателя и художника Томаса Стерджа Мура, писательницы Опал Уайтли и издательской компании Gerald Duckworth and Company Ltd.

## В культуре

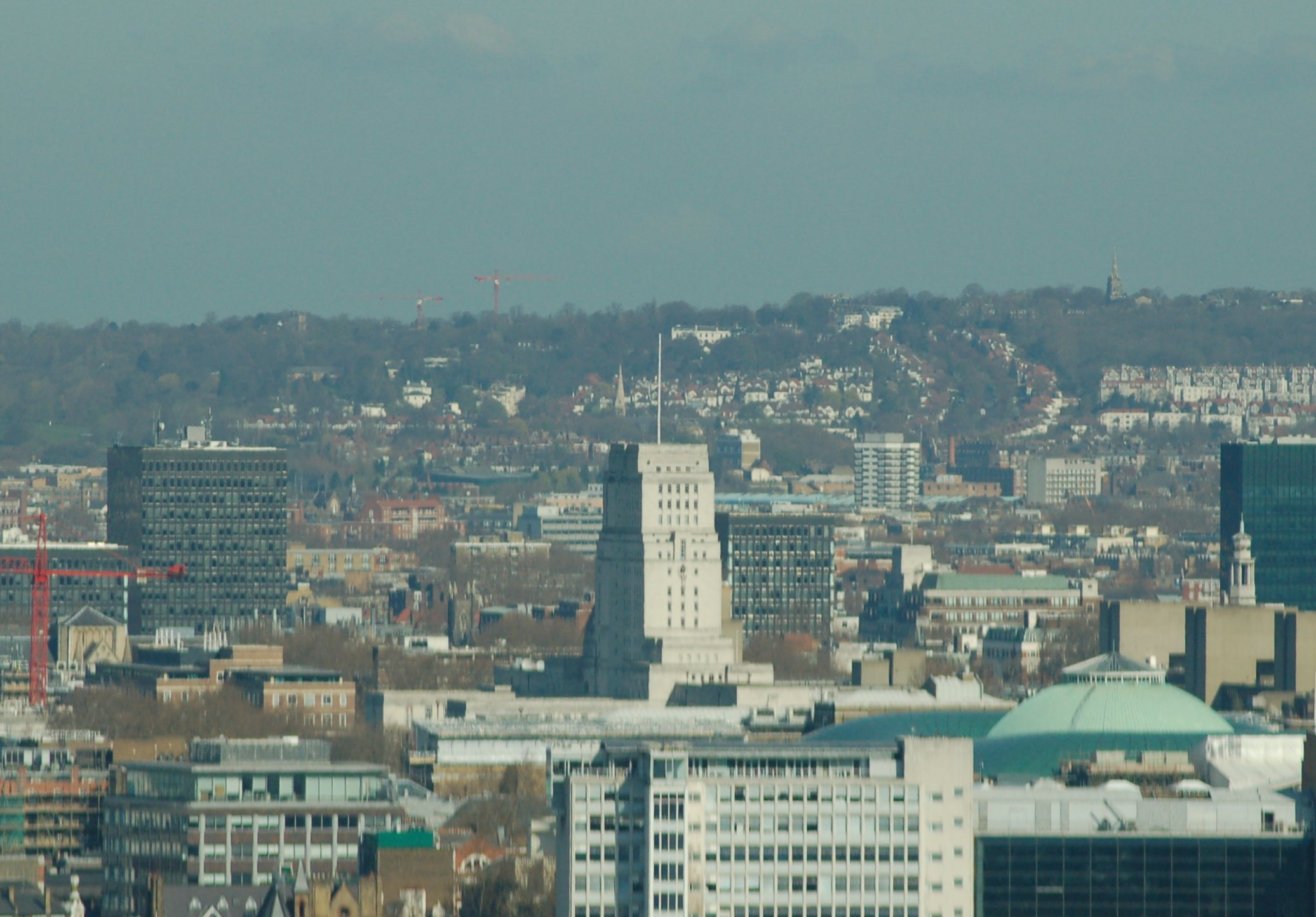
Вид на Сенат-хаус с Лондонского глаза

Благодаря своей внушительной архитектуре Сенат-хаус популярен среди кино- и телеиндустрии как место съемок; часто для официальных зданий.
Фильмы, в которых было показано это здание: версия Ричарда III 1995 года (интерьер правительственного здания), фильм 1984 года «1984» (внешний вид многоквартирного дома, где живет О'Брайен ), «Голубой лед» (отель), Шпион . Game (холл штаб-квартиры ЦРУ), Batman Begins (холл суда), The Dark Knight Rises (костюмированный бал), Nanny McPhee and the Big Bang (военный офис), Fast & Furious 6 (московская штаб-квартира Интерпола), Jack Райан: Shadow Recruit (московский ресторан), No Time To Die (приемная MI6) и The 355 (шанхайское казино)  .
На телевидении здание фигурировало в фильмах «Дживс и Вустер » (внешний вид многоквартирного дома Вустера на Манхэттене), «День триффидов » (как само по себе) среди других программ, а также в первом сезоне «Убивая Еву».